# بيرتن ديتز
بيرتن ديتز (بالإنجليزية: Bert Dietz)‏ (و. 1969  م) هو راكب دراجة هوائية من ألمانيا الشرقية، ولد في لايبزيغ.

## روابط خارجية
- بيرتن ديتز على موقع أرشيف الدراجات (الإنجليزية)
- بيرتن ديتز على موقع إحصائيات الدراجات الإحترافية (الإنجليزية)
- بيرتن ديتز على موقع CycleBase (الإنجليزية)